# Il socio invisibile
Il socio invisibile («El socio invisible» en italiano) es una película dramática italiana de 1939 dirigida por Roberto Roberti y protagonizada por Carlo Romano, Clara Calamai y Evi Maltagliati. Está basada en la novela de 1928 El socio del escritor chileno Jenaro Prieto, que se convirtió en la película británica The Mysterious Mr. Davis el mismo año.
Fue realizada por Scalera Film, con sede en Roma. Los decorados fueron diseñados por los directores de arte Gustav Abel y Alfredo Manzi.

## Argumento
Un hombre con dificultades económicas crea un socio comercial falso. Su creación es un éxito enorme a pesar de que nunca nadie lo ha conocido.

## Reparto
- Carlo Romano como Prado.
- Clara Calamai como Esposa de Prado.
- Evi Maltagliati como La diva.
- Sergio Tofano como Corredor de bolsa.
- Erminio Spalla como el coronel.
- Virgilio Riento como el mayor
- Mariella Lotti como la colegiala.
- Jone Romano como director del internado.
- Giulio Alfieri
- Regina Bianchi
- Gemma Bolognesi
- Guido Celano
- Vasco Creti
- Licia D'Alba
- Mario Gallina
- Nicola Maldacea
- Clelia Matania
- Egisto Olivieri
- Felice Romano
- Guglielmo Sinaz